# James M. Mason
Pour les articles homonymes, voir Mason.
James Murray Mason (né à Georgetown (Washington, D.C.) le 3 novembre 1798 et décédé à Alexandria en Virginie le 28 avril 1871) est un homme politique et diplomate américain.

## Biographie

### Début de carrière
Petit-fils de George Mason, James Mason reçoit d’abord une excellente éducation de base avant de rejoindre l'université de Pennsylvanie d’où il sort diplômé en 1818. Il étudie ensuite le droit au Collège de William et Mary, et s’inscrit au barreau de Winchester en Virginie comme avocat en 1820.
Il se lance ensuite dans la politique, est élu comme membre de la chambre basse de Virginie de 1826 à 1832. Pendant cette période, il fait partie de la convention constitutionnelle de l’État. Il est ensuite élu comme démocrate au congrès des États-Unis en le 4 mars 1837 et y restera jusqu’au 3 mars 1839.
Le 21 janvier 1847, Mason est élu au Sénat après le décès de Isaac S. Pennybacker. Réélu en 1850 puis en 1856, il démissionne de son poste le 28 mars 1861 lors de la guerre de Sécession.

### Positions politiques
Entré en politique comme Jacksonian Democrat, Mason est, tout au long de sa carrière, un opposant strict au protectionnisme et aux mesures d’extension du pouvoir national, proche des idées défendues en particulier par John Caldwell Calhoun. Il est particulièrement opposé à toutes les propositions visant à restreindre ou à contrôler l'esclavage qu’il considère comme étant un composant essentiel de la vie politique et sociale du sud des États-Unis. À ce sujet, il est, en 1850, l’auteur du Fugitive Slave Act, créant une force de police spécialement destinée à la recherche des esclaves évadés.
En 1860, du 6 janvier au 4 mars 1857 il est Président pro tempore du Sénat, ce qui fait de lui la 3e personne de l'État. Cette même année, il est président du comité chargé d’enquêter sur le soulèvement d’esclaves conduit par John Brown dont le rapport, publié le 15 juin (U.S. Congress, Senate Select Commission on the Harper's Ferry Invasion) est mieux connu sous le nom de Mason Report.

### Guerre de Sécession
Après l’élection de Lincoln comme président, Mason devient l’un des plus fervents partisans de la sécession en Virginie arguant de la profonde différence sociale et économique entre deux civilisations, l’une agraire et l’autre industrielle.
Après sa démission du Sénat, il est nommé, en août 1861, représentant de la confédération après de la Grande-Bretagne. Le paquebot Trent, à bord duquel il prend place en compagnie de John Slidell (représentant auprès de la France), est arraisonné le 8 novembre 1861 par le San Jacinto, un navire de guerre américain commandé par Charles Wilkes et les deux représentants sont arrêtés et conduits en prison. Cette aventure, connue sous le nom de l’affaire du Trent, conduira pratiquement à une guerre entre les États-Unis et la Grande-Bretagne.
Le 1er janvier 1862, les deux représentants sont libérés et peuvent rejoindre Londres où Mason échoue à faire reconnaître officiellement la confédération par le gouvernement. Sa commission est dissoute à la fin de 1863.

## Fin de carrière
Il reste en Europe, principalement à Paris, pendant les années suivantes pour représenter la confédération. À la fin de la guerre, en 1865, il émigre au Canada. Il retourne finalement en 1869 en Virginie pour décéder, le 28 avril 1871 dans la ville d’Alexandria et est enterré dans cette ville.